# Axel Kühn
Axel Kühn   (Erfurt, 22 de juny de 1967) és un pilot de bob alemany, ja retirat, que va competir durant les dècades de 1980 i 1990.
El 1992 va prendre part en els Jocs Olímpics d'Hivern d'Albertville, on guanyà la medalla de plata en la prova de bobs a quatre del programa de bob. Formà equip amb Wolfgang Hoppe, Bogdan Musiol i Rene Hannemann.
En el seu palmarès també destaquen una medalla d'or al Campionat del món de bob.